# Oranmore
Oranmore (in irlandese: Órán Mór) è una cittadina nella contea di Galway, in Irlanda.